# フロリアン・アブラハモヴィッツ
フロリアン・アブラハモヴィッツ（Florian "Floriano" Abrahamowicz、1961年4月7日 - ) は、オーストリア人の司祭であり、イタリア北東部の聖ピオ十世会 (SSPX) の元修道院長であった人物である。彼はホロコースト否認を含む数多くの陰謀論を表明したため、2009年2月に SSPX から追放された。

## 幼少期および司祭叙階
フロリアン・アブラハモヴィッツは、ウィーンで生誕した。父親のアレクサンダー・アブラハモヴィッツ（1926年9月10日 - ）はアルメニア系のプロテスタントの牧師であった。 アレクサンダーの父ヤコブは、アレクサンダーが生まれる前にルーマニアのPojorâta からウィーンに移住した。
母親のマリア・テレサ・アマンテアがイタリア人のピアニストであるため、フロリアン自身もイタリア国籍を所持している。
フロリアンは5人兄弟の1人であり、兄弟のうち3人はローマ・カトリックの司祭となった。フロリアン以外の他の2人の司祭は、SSPX や他のカトリック聖伝主義の団体とは無関係である。兄弟の1人である、ドン・ヨハネス・パウル・アブラハモヴィッツ (Dom Johannes Paul Abrahamowicz) は、2005年から2009年までサン・パオロ・フオーリ・レ・ムーラ大聖堂の修道院の修道院長を務めた、2008 年 1 月まで、ベネディクト修道会 OSB インターナショナルの ATLAS ( ATLAS of the Benedictine Order OSB International )のウェブ担当者を務め、 サン・パオロ・フオーリ・レ・ムーラ大聖堂にて、パウロ年の公式聖歌を作曲し、パウロ年のエキュメニカルな側面についてのインタビューを実施した。2009年12月、オーストリアの修道院に帰還した。
叔母のエルフリーデ・フーバー＝アブラハモヴィッツ（Elfriede Huber-Abrahamowicz ,1922 - 2001）は、詩、物語、小説、哲学論文を執筆し、チューリッヒでフェミニズム哲学について講義を行った。

## 見解

### 政治的見解
2001年、アブラハモヴィッツは、ベニート・ムッソリーニ率いるイタリア社会共和国を支援して亡くなった人々を追悼する式典で演説し、（彼らは）祖国と宗教のために戦ったとして、「殺人者が正当な軍隊に属していなかったために無実の犠牲者となった」と語った。またパルチザンを「教皇ピオ11世の言う共産主義の倒錯した分派のために戦っている哀れで無知な仲間たち」と評した。
2006年、アブラハモヴィッツはテレビのインタビューで、1944年のローマ虐殺事件（ドイツ軍兵士33人の死に対する報復としてイタリア民間人335人が殺害された事件）で戦争犯罪で有罪判決を受けたドイツ親衛隊士官エーリヒ・プリーブケについて、「「死刑執行人」というよりは、むしろ「後悔と重い心で」行動した兵士である」と述べた。
アブラハモヴィッツは、イタリアの地域政党「同盟」の非公式チャプレンとみられている。2007年、同党の党首ウンベルト・ボッシはアブラハモヴィッツの司式によるトリエント・ミサへの招待を受け入れ、同党とマルセル・ルフェーブル大司教の信奉者との間には親和性があると述べた。
2008年、ミラノの Dionigi Tettamanzi 枢機卿は、ミラノのイスラム教徒のための礼拝施設が不足していることを嘆いた。 2008年12月、Mario Borghezio 率いるパダーニア協会の Radio Padania Libera（Radio Free Padania）の毎週の番組で、アブラハモヴィッツはこの問題に関する Tettamanzi 枢機卿の見解を攻撃した。聴衆に対し、Tettamanzi 枢機卿を信頼しないように呼び掛け、Tettamanzi 枢機卿を「英国人、フランス人、ボリシェヴィキ、そして今ではグローバリストなど、あらゆる革命において教会を転覆させようとする内部侵入者の最新の例」と呼んだ。 さらに、「Tettamanzi が保守派のラッツィンガー率いるカトリック教会の左派を代表しているとは思わないでほしい。なぜなら実際には、ヨーロッパをイスラム化することで反キリストの計画に従って世界征服を狙っている強力な勢力と同盟を結んでいるのは、(第2バチカン)公会議(以後のカトリック)教会全体だからである」と付け加えた.。

### 宗教的見解
2009年2月5日、教皇庁国務事務局が「(バチカンが)将来的に聖ピオ十世会を承認するために不可欠な条件は、同会が第2バチカン公会議および、(第2バチカン公会議以降の教皇である)教皇ヨハネ23世、パウロ6世、ヨハネ・パウロ1世、ヨハネ・パウロ2世、ベネディクト16世による教導権を完全に承認することである」とのメモを発表した翌日であるが、アブラハモヴィッツはテレビネットワークのカナーレ・イタリア (Canale Italia ) で、「第2バチカン公会議は異端よりも悪かった[...]聖ピオ10世は、近代主義は異端の中の『クロアカ・マキシマ』であると我々に告げている。[...]だから私は第2バチカン公会議はクロアカ・マキシマだと言う」と宣言した。
2009年1月25日、彼らの要請に応じて聖ピオ十世会の4人の司教の破門を解除する布告が発表された後の日曜日、彼は解除すべき破門の存在を否定する説教を行った。1988年6月30日のルフェーブルによる4人の司教の聖別は違法ではなく賞賛すべき行いだったとして、「我々を破門する者たちはとっくの昔に破門されている。なぜだ？　彼らは近代主義者だからだ！　彼らは近代主義の精神を持っているので、世界の精神に適合する教会を創設した。この近代主義こそは、教会の庇護者である聖ピオ10世によって断罪されたものである。この最後の聖なる教皇は近代主義者たちを非難し、破門した。これらすべての霊魂、つまり近代主義者らは聖ピオ10世によって破門された。近代主義の原則を吹き込まれた人々が、我々を破門したのだ。一方で、彼ら自身は聖ピオ10世によって破門された ("Those who excommunicate us have long since been excommunicated. Why? Because they are modernists! Being of modernist spirit, they have created a Church that is in conformity with the spirit of the world. This modernism is what was condemned by Saint Pius X, patron of the Society. This last holy Pope condemned the modernists and excommunicated them. All these spirits, modernists that they are, are excommunicated by Saint Pius X. Those persons imbued with modernist principles are those who have excommunicated us, while themselves excommunicated by Saint Pius X.")」というルフェーブル大司教の言葉を引用し、さらにこう付け加えた。「『破門解除』という侮辱的な布告を発したのはヨーゼフ・ラッツィンガーであるが、彼は第2バチカン公会議の近代主義的エキュメニズムを平然と継続し、それを『放棄することができない灯火』と呼んでおり、したがって破門である。聖ピオ10世は近代主義者を破門に処したが、破門された者がありもしない破門を解除するとは！("For the person who gave orders for the insulting decree of 'lifting' is Joseph Ratzinger, who continues unperturbed the modernist ecumenism of the Second Vatican Council, which he calls "a beacon we cannot renounce", thus incurring the  excommunication Saint Pius X issued against the modernists. An excommunicate lifts a non-existent censure!)」
2010年3月15日、イタリアのトレヴィーゾでのミサの後、彼は第2バチカン公会議の文書のうちの一冊を、公に焼却した。

### ホロコースト否認に関する論争
2009年1月29日、リチャード・ウィリアムソン司教のホロコースト否認をめぐる論争のさなか、アブラハモヴィッチは、ナチスが消毒以外の目的でガス室を使用したかどうかは分からないと述べ、殺害されたユダヤ人の数とされる「600万人」は、ドイツのユダヤ人コミュニティの指導者が事実を知ることなく用いた数字から導き出された数字であると主張した。ホロコーストが、特にユダヤ人によって他の虐殺よりも不当にアピールされていると不満を述べ、イスラエルの人々は「最初は神の民であったが…その後、彼らは神殺し (deicide) の民となり、そして……終末にはイエス・キリストに再び回心するだろう」とした。

## SSPX からの追放
2009年2月5日、聖ピオ十世会イタリア支部は、アブラハモヴィッツが「聖ピオ十世会の公式見解とは異なる見解を表明してきた。聖ピオ十世会のイメージがさらに歪められ、その結果として教会への奉仕活動に悪影響が及ぶことを避けるために、彼を追放するという苦渋の決断が必要となった」ことによる「重大な懲戒理由により」翌日付で SSPX から除名されるとの通告を出した。

## 参照
1. ↑  Genealogy of Florian Abrahamowicz Archived 2011-07-24 at the Wayback Machine., abrahamowicz.org; accessed 1 April 2015.
2. ↑  Dai lager a Priebke, la strana storia di don Floriano Archived 2011-05-24 at the Wayback Machine., ilmessaggero.it; accessed 1 April 2015.(イタリア語)
3. ↑  lolo (1995年10月3日). “Un protestante rompe una lanza por el celibato” (スペイン語). Aceprensa. 2023年7月4日閲覧。
4. ↑  "Prior Puts Pauline Year to Music" Archived 2009-06-02 at the Wayback Machine., zenit.org; accessed 1 April 2015.
5. ↑  "Year of St Paul an ecumenical effort, says monk" Archived 2009-02-12 at the Wayback Machine., zenit.org; accessed 1 April 2015.
6. ↑  Ökumene ist „Bekehrung zur Einheit in Christus“ Archived 2011-06-07 at the Wayback Machine., zenit.org; accessed 1 April 2015.(ドイツ語)
7. ↑  “Nonno marò rimpiange Salò - la Repubblica.it” (イタリア語). Archivio - la Repubblica.it (2001年3月25日). 2023年7月4日閲覧。
8. 1 2  “L'Unità - News in tempo reale - Le notizie e i video di politica, cronaca, economia, sport” (イタリア語). L'Unità. 2023年7月4日閲覧。
9. ↑  “Archivio Corriere della Sera”. archivio.corriere.it. 2023年7月4日閲覧。
10. ↑  “Il capo dei lefebvriani del Nordest: "Il Vaticano II peggio di un'eresia"” (イタリア語). la Repubblica (2009年2月5日). 2018年7月16日閲覧。
11. ↑  “Don Floriano: "Concilio Vaticano II è una cloaca" [Father Florian: "Second Vatican Council Is a Sewer"]” (イタリア語). Corriere della Sera (video). (2009年2月5日) 2018年7月16日閲覧。
12. ↑  “A Problematic homily  Father Floriano Abrahamowicz, January 25, 2009” (英語). 2023年7月4日閲覧。
13. ↑  “The Lefebvrite case: What was the Vatican thinking?”. ncrcafe.org.   National Catholic Reporter Publishing Company. 2009年2月2日時点のオリジナルよりアーカイブ。2023年7月4日閲覧。
14. ↑  Lefebvriani, Fraternità San Pio X espelle prete negazionista Archived 2015-07-24 at the Wayback Machine.; accessed 1 April 2015.(イタリア語)